# Empis samaruensis
Empis samaruensis är en tvåvingeart som beskrevs av Christophe Daugeron 2001. Empis samaruensis ingår i släktet Empis och familjen dansflugor.
Artens utbredningsområde är Nigeria. Inga underarter finns listade i Catalogue of Life.